# 安徽省地震局
安徽省地震局，是中国地震局和安徽省人民政府双重领导，以中国地震局为主的事业单位。根据安徽省人民政府授权，依法履行防震减灾主管机构的各项职责，承担本行政区域内防震减灾工作政府行政管理职能。

## 职能
安徽省地震局职能有：
- 加强社会管理职能。依照《中华人民共和国防震减灾法》、《安徽省防震减灾条例》等有关法律、法规的规定，监督、检查安徽省的防震减灾工作。负责拟定有关防震减灾的方针、政策，起草地方性法规、规章，制定规范性文件，并组织实施。
- 加强行业管理职能。指导市、县防震减灾工作，对省级以下（含省级）地震台网（站）实行统一规划，资源共享。会同有关部门依法保护地震监测设施和地震观测环境。
- 建立健全安徽省地震监测预报、震灾预防和紧急救援三大工作体系。
- 承担安徽省人民政府抗震救灾指挥机构的办事机构的职能；负责震情和灾情速报，会同有关部门组织地震灾害调查与损失评估；参与制定地震灾区重建规划。
- 组织编制安徽省防震减灾规划和计划，并组织实施；推进防震减灾计划体制和相应经费渠道的建立、完善和管理。
- 会同有关部门建立震灾预防工作体系。管理地震安全性评价工作，负责地震安全性评价工作资格审查认证和任务登记。管理以地震动参数和烈度表述的抗震设防标准，审定省级以下重点建设工程的抗震设防要求；指导和监督抗震设防工作。管理本行政区域内地震灾害预测；制定本行政区域破坏性地震应急预案并检查落实情况；组织开展防震减灾知识的宣传教育工作，并按照有关规定审核防震减灾宣传报道。
- 会同有关部门建立地震紧急救援工作体系。因地制宜地开展地震应急、救援技术和装备的研究与开发；在有条件的地震重点监视防御区，会同有关部门组建和培训省地震紧急救援队伍；协助地方人民政府建立地震重点监视防御区的地震应急救援物资储备系统。
- 推进地震科学技术现代化；组织开展地震科学技术研究及其成果的推广应用；开展地震科学技术国际合作与交流；指导和管理与防震减灾事业有关的学会、协会工作。
- 管理主要由地方投资并主要为地方防震减灾工作服务的一般项目。
- 承担中国地震局和安徽省人民政府交办的其他事项。

## 机构设置
安徽省地震局设置下列机构（未列出垂直管理的各地市地震局）：

### 内设机构
- 办公室
- 监测预报与科技处（应急服务处）
- 震害防御处（公共服务处）
- 规划财务处
- 人事教育处（离退休干部办公室）
- 机关党委
- 纪检室

### 直属事业单位
- 安徽地震台
- 安徽省震灾风险防治中心（安徽省地震工程研究院）
- 安徽省地震局信息中心（应急服务中心）
- 安徽省地震局财务与国有资产管理中心（后勤服务中心）
- 安徽省郯庐-大别地球物理研究中心
- 安徽省地理信息中心
- 合肥地震监测中心站
- 黄山地震监测中心站
- 蚌埠地震监测中心站
- 六安地震监测中心站
- 蒙城地震监测中心站